# 愛知県道380号豊橋一宮線
愛知県道380号豊橋一宮線（あいちけんどう380ごう とよはしいちのみやせん）は、愛知県豊橋市から豊川市（一宮地区）に至る県道である。

## 概要
豊川と国道151号との中間点を、集落を縫うように走る路線である。道路の周辺には田畑が多い。豊川の堤防の上を走る区間（愛知県道394号中条豊橋線と重複）も含めて、豊川市麻生田町以北を除き普通車同士が徐行して擦れ違える程度の車線区分がない区間が多い。豊川市柑子町・瀬木町・三谷原町では自然堤防上を約1.1㎞走る。一方で柑子町川原の自然堤防に上がった所では、東側の堤防下から別ルートが院之子町を通って当古町・三上町方面へほぼ一直線に延びているが、車道はつながっておらず豊川右岸堤防道路などに迂回する必要がある。このような別ルートや他の道路との重複区間、また僅かながらも一方通行区間があったり、特に幅員狭小な区間は市道との区別がつきにくいなどの理由で、この道路を全線走破するのは比較的難度が高かった。しかし2011年以降県道31号バイパスの整備に伴い、それまで田島交差点で県道31号バイパスと交差していた豊川市牧野町 - 麻生田町の経路（現・豊川市道牧野郷中麻生田八尻線及び麻生田八尻寺前線）が31号現道・同バイパス及び県道499号との重複に変更されたため、以前に比べて整理され分かりやすくなっている。

### 路線データ
- 起点：愛知県豊橋市下地町（愛知県道400号豊橋豊川線交点：下地町交差点）
- 終点：愛知県豊川市一宮町（国道151号交点：一宮町豊交差点）
- 延長：約11.2km（他路線との重複を含み、下記別ルートを除く）
  - 別ルート：約2.3km（豊川市柑子町外畑 - 三上町広畑）+約1.0km（三上町広畑 - 池添交差点、31号バイパス重複区間）

## 沿革
- 1995年4月1日：それまでの一般県道380号松原豊橋線を改称して認定。
- 2007年4月1日：終点を豊川市松原町から同市一宮町へ変更。
- 2011年3月29日：愛知県道31号東三河環状線バイパスの三上工区開通に伴い周辺の経路変更。概要で述べた区間の他に、県道31号現道と重複していた別ルートの三上町札場交差点 - 池添交差点間は豊川市道三上新井深田線に格下げ、三上町広畑 - 三上町札場交差点間は県道31号単独区間となる。

## 通過する自治体
- 愛知県
  - 豊橋市
  - 豊川市

## 交差・接続する道路
- 愛知県道400号豊橋豊川線（豊川街道）（下地町交差点）
- 豊橋市道下地町・大村町1号線（豊橋市大村町字仲田：県道400号大賀里郵便局南交差点方面から合流）
- 豊川市道行明牛久保線（行明町交差点：左折、県道394号起点方面の迂回路）
- 愛知県道394号中条豊橋線（下条橋西交差点・広長交差点間で重複）
  - 自然堤防上は幅員狭小：2.5m、軽自動車でも離合困難、堤防下に並行道路あり
  - 豊川市住吉町2・国道362号交点間に約200mの南行き一方通行区間あり：市道経由で三谷原交差点に迂回可能
- 国道362号（姫街道）（豊川市三谷原町下西浦 千教橋東・三谷原交差点間で重複・別ルート：当古町交差点）
  - 牧野町仲畑の31号交点手前は幅員狭小：1.9m、ほぼ小型自動車まで
- 愛知県道31号東三河環状線現道（豊川市牧野町仲畑・池添交差点間で重複、別ルート：三上町広畑 - 31号三上橋方面）
- 愛知県道31号東三河環状線バイパス（三上町広畑(別ルート)・池添交差点(380号基本ルート)・馬神交差点間で重複）
- 愛知県道499号石巻萩平豊川線（馬神交差点・麻生田東交差点間で重複）
- 豊川市道上野橋尾線（上野4丁目交差点：左折、国道151号麻生田北交差点方面：一宮バイパス(建設中)に直進予定）
- 豊川市道御手洗坂線（豊川市一宮町欠下・歩行者信号付近：左折、砥鹿神社方面）
- 愛知県道381号豊津石巻萩平線（観音橋交差点：右折）
- 豊川市道松原観音橋線（同：直進 - 元・当県道終点方面）
- 国道151号（一宮町豊交差点）

## 沿線
- 豊橋市立大村小学校
- 大村こども園
- ファミリーマート豊橋長瀬町店
- 行明城跡
- 羽衣の松
- 瀬木団地
- 瀬木城跡
- 外山製菓（別ルート沿線）
- 豊川市立東部小学校
- 麻生田保育園
- 砥鹿神社
- 豊川市立大和保育園
- オーエスジー 大池工場
- 2nd STREET 三河一宮店
- 松原用水（ほぼ全区間で並行）